# Ned Dennehy
Ned Dennehy (* 8. Dezember 1965 in Irland) ist ein irischer Schauspieler.

## Leben
Dennehy ist seit 1996 als Film- und Fernsehschauspieler aktiv. In der US-Fantasy-Serie Mystic Knights – Die Legende von Tir Na Nog war er in den Jahren 1998 bis 1999 als Mider zu sehen. Sein Schaffen umfasst rund 100 Film- und Fernsehproduktionen.

## Filmografie (Auswahl)
- 1997: Heirat nicht ausgeschlossen (The Matchmaker)
- 1998: Der General (The General)
- 1998–1999: Mystic Knights – Die Legende von Tir Na Nog (The Mystic Knights of Tir Na Nog, Fernsehserie, 50 Folgen)
- 2000: Der Heilige der grünen Insel (St. Patrick: The Irish Legend)
- 2001: Custer’s Last Stand-up (Fernsehserie, Folge 1x09)
- 2002: Die Herrschaft des Feuers (Reign of Fire)
- 2003: Die Journalistin (Veronica Guerin)
- 2004: King Arthur
- 2006: The Tiger's Tail
- 2007: Die Tudors (The Tudors, Fernsehserie, Folge 1x10)
- 2008: The Escapist – Raus aus der Hölle (The Escapist)
- 2009: Kopfgeld – Perrier’s Bounty (Perrier’s Bounty)
- 2009: Sherlock Holmes
- 2010: Harry Potter und die Heiligtümer des Todes – Teil 1 (Harry Potter and the Deathly Hallows: Part 1)
- 2010: Robin Hood
- 2011: Tyrannosaur – Eine Liebesgeschichte (Tyrannosaur)
- 2011: Der Adler der neunten Legion (The Eagle)
- 2011: Jane Eyre
- 2011: Blitz – Cop-Killer vs. Killer-Cop (Blitz)
- 2011: Anonymus
- 2012: Grabbers
- 2013: Luther (Fernsehserie, Folge 3x02)
- 2013–2022: Peaky Blinders – Gangs of Birmingham (Peaky Blinders, Fernsehserie, 29 Folgen)
- 2014: Serena
- 2014: Die Frau in Schwarz 2: Engel des Todes (The Woman in Black: Angel of Death)
- 2014: The Keeping Room – Bis zur letzten Kugel (The Keeping Room)
- 2015: Kind 44 (Child 44)
- 2015: Clean Break (Fernsehserie, 4 Folgen)
- 2015–2016: Dickensian (Fernsehserie, 13 Folgen)
- 2015–2017: Glitch  (Fernsehserie, 12 Folgen)
- 2015–2017: An Klondike (Fernsehserie, 8 Folgen)
- 2016: Rogue One: A Star Wars Story
- 2016–2017: Versailles (Fernsehserie, 4 Folgen)
- 2017: 2036: Nexus Dawn (Kurzfilm)
- 2018: Mandy
- 2019: Good Omens (Fernsehserie, 5 Folgen)
- 2019: Finky
- 2019: Shadow of Violence (Calm with Horses)
- 2019: Guns Akimbo
- 2019: Supervized
- 2020: Undergods
- 2020–2022: Outlander (Fernsehserie, 7 Folgen)
- 2022: Peripherie (Fernsehserie, 3 Folgen)
- 2023: Culprits (Fernsehserie, 7 Folgen)
- 2023: Baghead
- 2024: Shogun (Fernsehserie, Folge 1x01)

## Auszeichnungen und Nominierungen
- 2016: Nominierung für den Irish Film and Television Award in der Kategorie Beste Nebenrolle für die Fernsehserie An Klondike
- 2017: Gewinner des Irish Film and Television Awards in der Kategorie Beste Nebenrolle für die Fernsehserie Dickensian